# Метод ізоліній
Метод ізоліній (англ. method of isometric lines (isolines); нім. Methode f der Isolinien) — метод побудови карт в ізолініях, які зображають реальні розподіли будь-якого параметра покладу (товщини, коефіцієнтів пористості, нафтогазоводонасиченості і т. д.) по його площі у вигляді поверхні топографічного порядку з урахуванням геологічних умов осадонакопичення і формування покладів, течій а також з урахуванням можливих похибок у визначенні параметрів при виборі перерізів ізоліній (ліній рівної значини параметра).